# تندوف

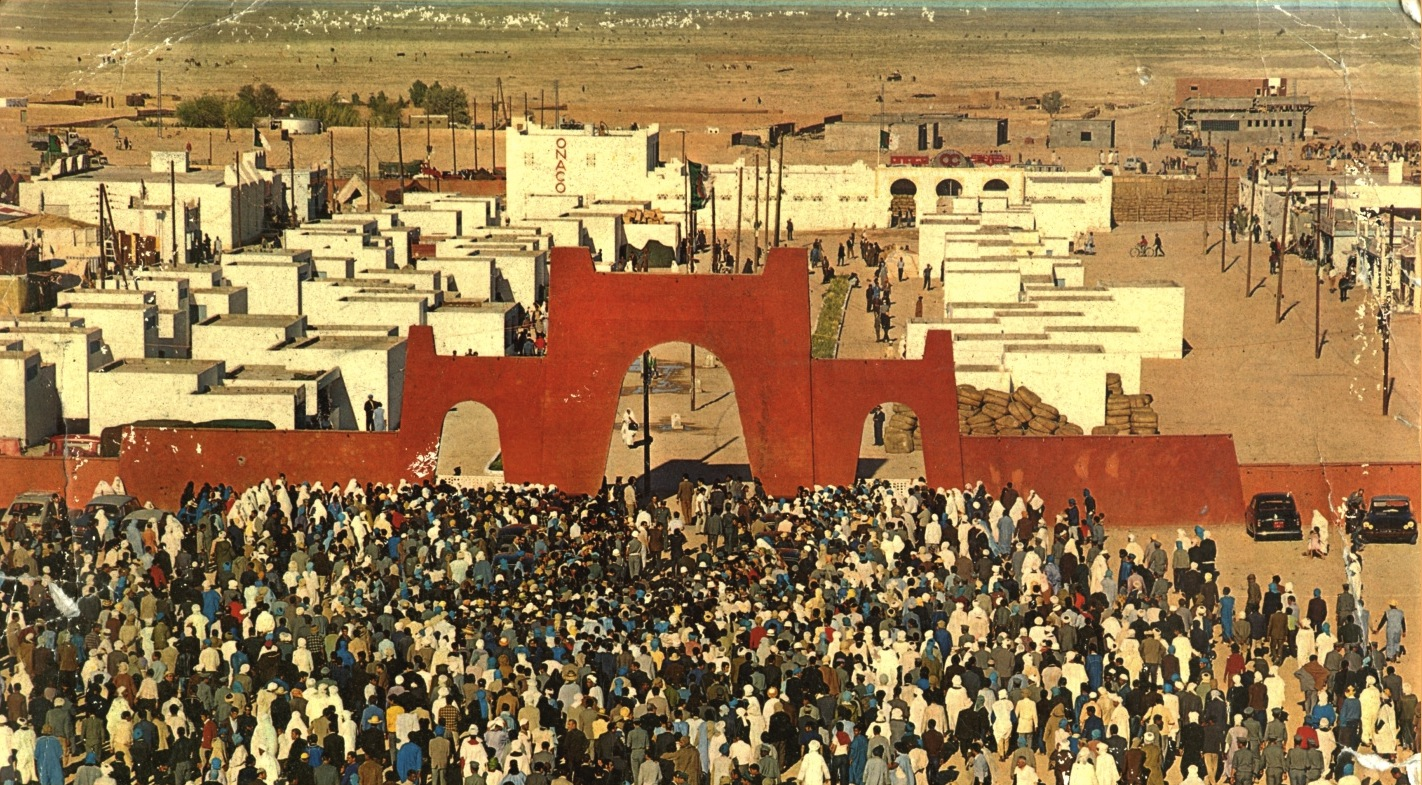

نقشه الجزایر که در آن استان تندوف پررنگتر شده است.

تِندوف شهری است در منطقه صحرایی کشور الجزایر.
این شهر مرکز استان تندوف است.
بر اساس سرشماری سال ۲۰۰۶ جمعیت این شهر ۴۴٬۰۵۸ نفر تخمین زده شد.
| سال            | جمعیت  |
| -------------- | ------ |
| ۱۹۷۷ (سرشماری) | ۶٬۰۴۴  |
| ۱۹۸۷ (سرشماری) | ۱۳٬۰۸۴ |
| ۲۰۰۶ (تخمین)   | ۴۴٬۰۵۸ |